# Autostrada A26 (Portugalia)
Autostrada A26 (port. Autoestrada A26, Autoestrada do Baixo Alentejo) – autostrada w południowej Portugalii, przebiegająca przez dystrykty Setúbal i Beja.
Obecnie z planowych 116 km autostrady istnieje jedynie krótki odcinek o długości 11 km  łączący Sines z Santiago do Cacém. Po rozbudowie autostrady połączy Santiago do Cacém z miastem Beja.